# Telus International
TELUS International är ett multinationellt IT-företag med 68 000 anställda. Företaget grundades 2005 i Kanada och är ett dotterbolag till Telus Corporation.
Den 3 februari 2021 börsnoterades TELUS International på Toronto Stock Exchange och New York Stock Exchange.

## Kontor
TELUS International har kontor i Europa, Asien samt Nord- och Centralamerika. Företaget är känt för sin inspirerande arbetsmiljö och företagskultur som prioriterar de anställdas behov.

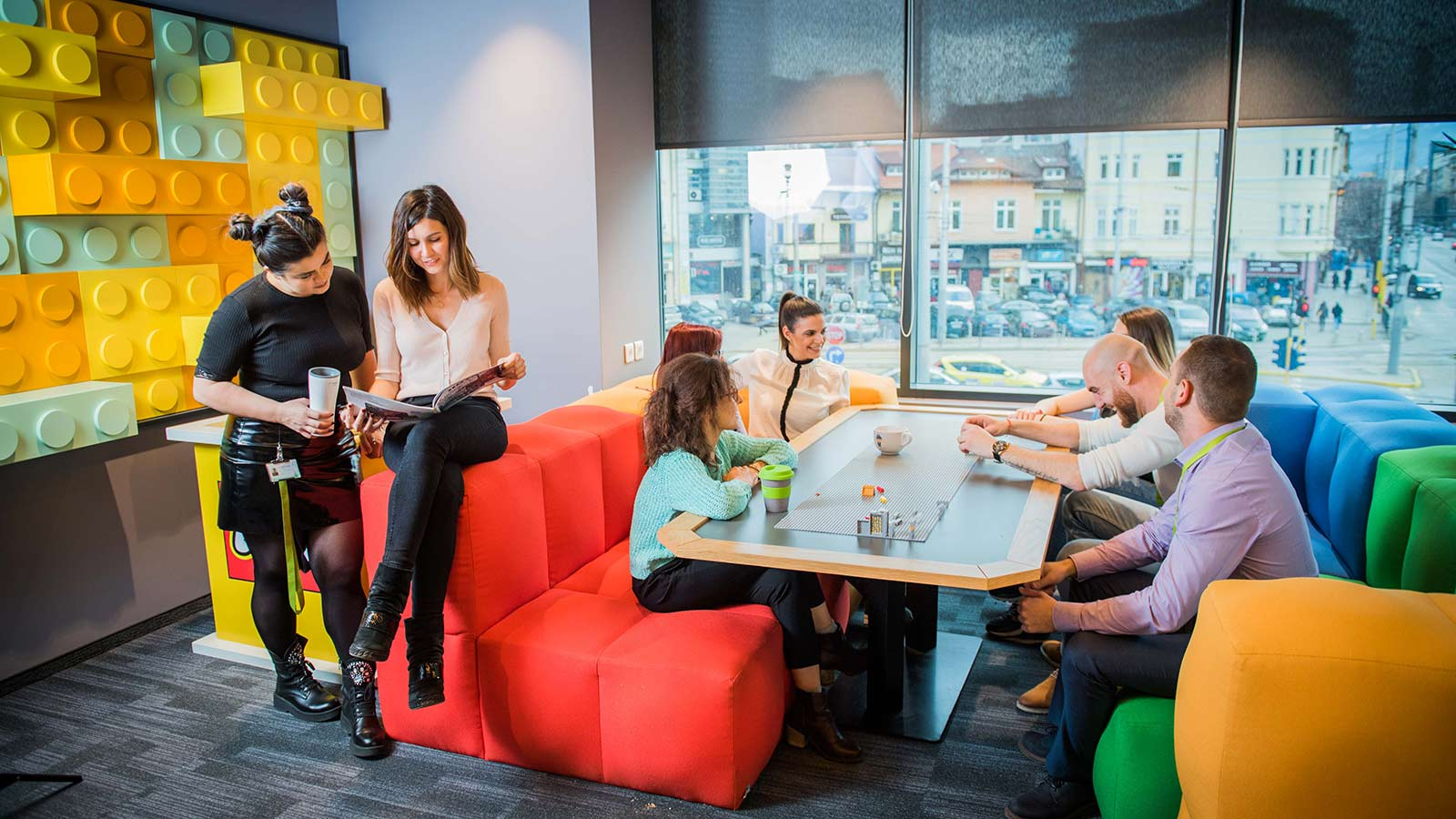
TELUS Internationals kontor i Bulgarien

## Utmärkelser
2019 belönades TELUS International med guld i kategorin "Årets arbetsgivare för företagstjänster" vid Stevie Awards for Great Employers.